# París-Tours 1970
La París-Tours 1970 fue la 64.ª edición de la clásica París-Tours. Se disputó el 27 de septiembre de 1970 y el vencedor final fue el alemán Jürgen Tschan del equipo Peugeot-Michelin-BP, que se impuso en solitario. 

## Clasificación general[1]
|    | Ciclista           | Equipo                   | Tiempo     |
| -- | ------------------ | ------------------------ | ---------- |
| 1  | Jürgen Tschan      | Peugeot-Michelin-BP      | 6h 58' 25" |
| 2  | René Pijnen        | Willem II-Gazelle        | a 56"      |
| 3  | Guido Reybrouck    | Germanvox-Wega           | a 3'21"    |
| 4  | Marino Basso       | Molteni-Arcore           | m.t.       |
| 5  | Roger De Vlaeminck | Flandria-Mars            | m.t.       |
| 6  | Frans Verbeeck     | Geens-Watney-Diamant     | m.t.       |
| 7  | Jacky Mourioux     | Fagor-Mercier-Hutchinson | m.t.       |
| 8  | Roger Rosiers      | Bic                      | m.t.       |
| 9  | Frans Staes        | Flandria-Mars            | m.t.       |
| 10 | Leif Mortensen     | Bic                      | m.t.       |